# العلاقات الإسواتينية الغانية
العلاقات الإسواتينية الغانية هي العلاقات الثنائية التي تجمع بين إسواتيني وغانا.

## مقارنة بين البلدين
هذه مقارنة عامة ومرجعية للدولتين:
| وجه المقارنة                                              | إسواتيني                                   | غانا         |
| --------------------------------------------------------- | ------------------------------------------ | ------------ |
| المساحة (كم2)                                             | 17.36 ألف                                  | 238.53 ألف   |
| عدد السكان (نسمة)                                         | 1.37 مليون                                 | 26.91 مليون  |
| الكثافة السكانية (ن./كم²)                                 | 78.92                                      | 112.82       |
| العاصمة                                                   | لوبامبا، مبابان                            | أكرا         |
| اللغة الرسمية                                             | لغة إنجليزية، لغة سوازي                    | لغة إنجليزية |
| العملة                                                    | ليلانغيني سوازيلندي                        | سيدي غاني    |
| الناتج المحلي الإجمالي (بليون دولار)                      | 4.41 مليار                                 | 47.33 مليار  |
| الناتج المحلي الإجمالي (تعادل القوة الشرائية) بليون دولار | 11.13 مليار                                | 115.41 مليار |
| الناتج المحلي الإجمالي الاسمي للفرد دولار أمريكي          | 3.20 ألف                                   | 1.37 ألف     |
| الناتج المحلي الإجمالي للفرد دولار أمريكي                 | 8.29 ألف                                   | 4.08 ألف     |
| مؤشر التنمية البشرية                                      | 0.531                                      | 0.579        |
| رمز المكالمات الدولي                                      | +268                                       | +233         |
| رمز الإنترنت                                              | .sz                                        | .gh          |
| المنطقة الزمنية                                           | التوقيت القياسي لجنوب أفريقيا، ت ع م+02:00 | 00           |

## منظمات دولية مشتركة
يشترك البلدان في عضوية مجموعة من المنظمات الدولية، منها:
| علم المنظمة | اسم المنظمة                                 | تاريخ انضمام إسواتيني | تاريخ انضمام غانا |
| ----------- | ------------------------------------------- | --------------------- | ----------------- |
|             | وكالة ضمان الاستثمار متعدد الأطراف          | 18 أبريل 1990         | 29 أبريل 1988     |
|             | الأمم المتحدة                               | 24 سبتمبر 1968        | 8 مارس 1957       |
|             | دول الكومنولث                               | ?                     | ?                 |
|             | منظمة حظر الأسلحة الكيميائية                | ?                     | ?                 |
|             | منظمة التجارة العالمية                      | ?                     | ?                 |
|             | منظمة الشرطة الجنائية الدولية               | ?                     | ?                 |
|             | الاتحاد الأفريقي                            | ?                     | ?                 |
|             | البنك الإفريقي للتنمية                      | ?                     | ?                 |
|             | مؤسسة التنمية الدولية                       | 22 سبتمبر 1969        | 29 ديسمبر 1960    |
|             | يونسكو                                      | 25 يناير 1978         | 11 أبريل 1958     |
|             | مجموعة دول أفريقيا والكاريبي والمحيط الهادئ | ?                     | ?                 |
|             | الاتحاد البريدي العالمي                     | ?                     | ?                 |
|             | البنك الدولي للإنشاء والتعمير               | 22 سبتمبر 1969        | 20 سبتمبر 1957    |
|             | الاتحاد الدولي للاتصالات                    | 11 نوفمبر 1970        | 17 مايو 1957      |
|             | مؤسسة التمويل الدولية                       | 22 سبتمبر 1969        | 3 أبريل 1958      |
|             | المركز الدولي لتسوية المنازعات الاستشارية   | 14 يوليو 1971         | 14 أكتوبر 1966    |

## وصلات خارجية
- موقع وزارة الخارجية الغانية